# 伊麗莎白河郡
1634年維吉尼亞殖民地中八個郡的一個是伊麗莎白河郡,(亦稱為伊麗莎白市郡)。國王的女兒是伊麗莎白一世,伊麗莎白河郡是為了紀念她。殖民地詹姆斯鎮(1607年)被創立後,英國人開始在漢普頓錨地附近安定。
1634 年, 英國國王命令把八個郡或縣組織成維吉尼亞的殖民地,當中一個就是伊麗莎白市郡。1643年, 伊麗莎白市郡成為了伊麗莎白市縣。